# 北山街

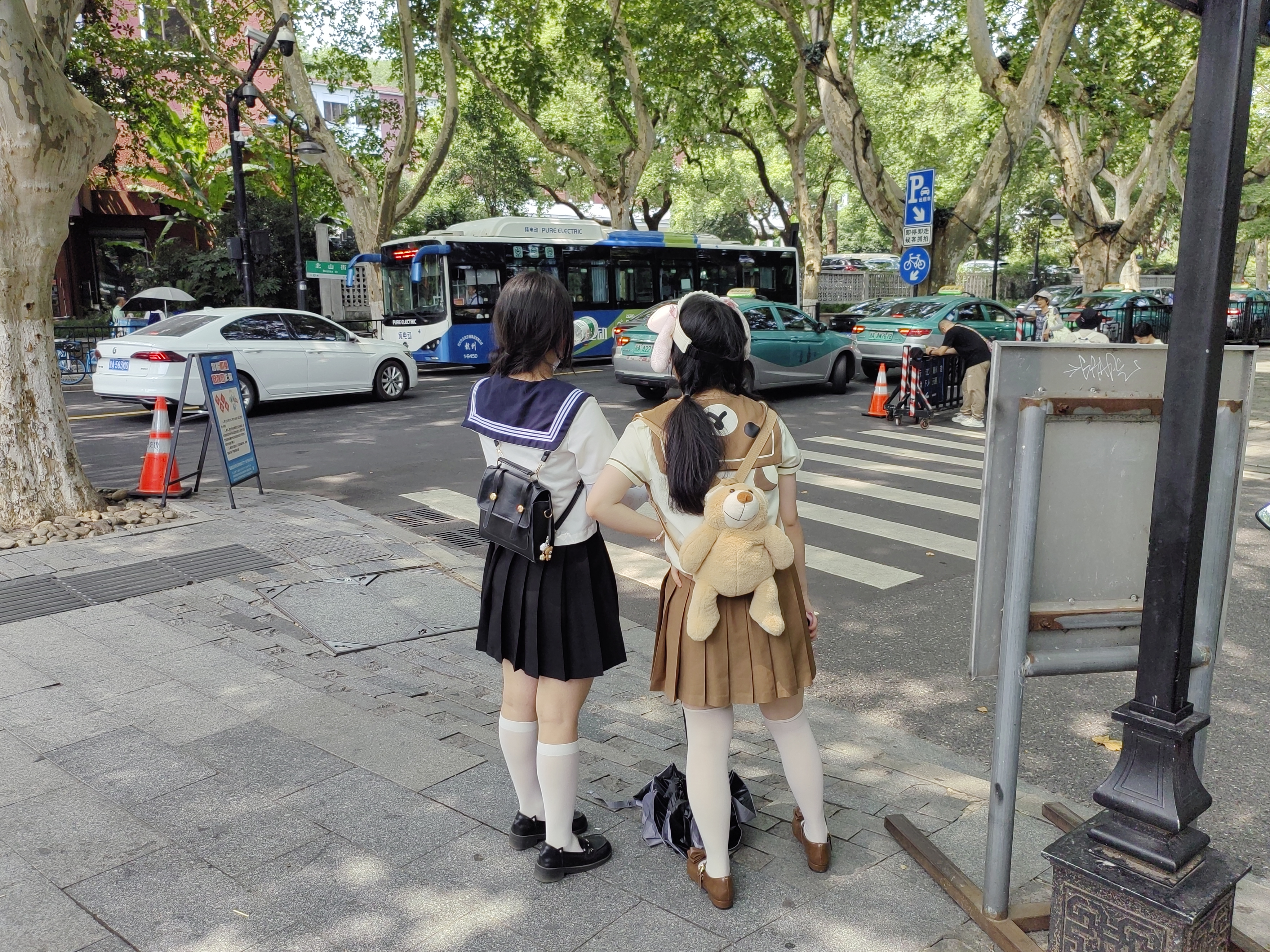
北山街苏堤路口

北山街位于中华人民共和国浙江省杭州市西湖区西湖北滨，东临环城西路，西到灵隐路，长3098米，路幅宽分别为38米、24.5米、16米，路面铺沥青。

## 特色
- 三千余米长的北山街为杭州最具文化内涵的一条街，称步步可见是历史。[1]
- 佛寺道观、名人建筑、名人墓、别墅非常多，建筑样式集中了中华和欧洲的精华。有秋水山庄、孤云草舍、坚匏别墅、抱青别墅、静逸别墅、穗庐、玛瑙寺、杭州香格里拉饭店和新新饭店等一大群中西式近代建筑。
- 西湖景点：断桥、曲院风荷。
- 宝石山（上面有保俶塔）、葛岭便在这条路旁，登上宝石山可以俯瞰西湖全景。
- 岳飞墓（岳王庙）亦在此路上。

- 北山街还举办过闻名世界的首届“西湖博览会”。